# Vapo
Vapo Oy  est une entreprise publique finlandaise qui produit de l'énergie à partir de tourbe et de combustibles ligneux ainsi que du charbon actif à partir de tourbe.

## Présentation
L'État finlandais détient 50,1 % de Vapo et Suomen Energiavarat Oy (SEV), qui appartient à 16 sociétés énergétiques finlandaises, 49,9 %.
Vapo est le plus grand fabricant de granulés dans la région de la mer Baltique.
Vapo produit des granulés en Finlande, en Suède, en Estonie, au Danemark et en Pologne.